# Petronia de peregrinis
La llei Petronia de peregrinis va ser una antiga llei romana coneguda també com a Penia de peregrinis que ordenava expulsar de Roma tots els peregrini (persones que no tenien la ciutadania romana).